# Crystal Klein
Crystal Klein, pseudonimo di Christiana Vogt (Vienna, 10 ottobre 1981), è un'ex attrice pornografica austriaca.

## Biografia
Ha frequentato la facoltà di psicologia presso l'Università di Vienna, per due anni, senza conseguire la laurea. Nel gennaio 2003, interrompe gli studi e si trasferisce a Maui; lì, trovatasi in difficoltà economiche inizia a sfilare come modella di costumi da bagno. Dopo aver avuto una spiacevole esperienza con un finto fotografo che si spacciava corrispondente della rivista Hustler, viene notata da un agente della Matrix Model, e si trasferisce a Los Angeles, dove inizia a lavorare con i più importanti fotografi di riviste per adulti, persone del calibro di Suze Randall, Earl Miller e Stephen Hicks.
È una delle poche donne a essere nominate Playboy Playmate (edizione croata dell'ottobre 2004) e Penthouse Pet of the Month (marzo 2005).
È apparsa nel video Sheer Hosed Showoffs, e ha partecipato al The Howard Stern Show suonando il piano completamente nuda.

## Filmografia
- Ball Gagged and Barefoot (2003)

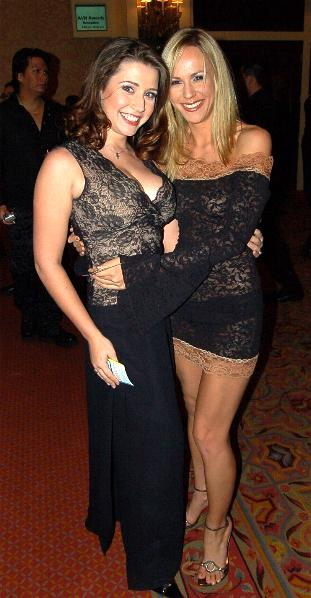
Erica Campbell e Crystal Klein

- Knocked Out, Tied Up, Taken Away (2003)
- Sheer Hosed Showoffs (2003)
- Angry Hogtie Captives (2004)
- Bound, Gagged and Bare-Skinned (2004)
- Good Girls Suck Toes (2004)
- Hand Gagged (2004)
- Nice Girls Tied Naked (2004)
- Pretty Girls Tape Tied and Tape Gagged (2004)
- Stripped, Bound and Helpless (2004)
- Abducted Executives (2005)
- Bind and Gag the Topless Girls (2005)
- Chloroformed Without Clothes (2005)
- Chloroformed, Captured and Topless (2005)
- Hostile Hogties (2005)
- Innocent Girls Tied Up and Naked (2005)
- Naked Bondage Temptations (2005)
- Naked Girls Bound and Gagged (2005)
- Please Don't Hogtie Me (2005)
- Tied Topless Times Ten (2005)
- Bad Guys Tie Smart Girls (2006)
- Both Women Were Bound and Gagged (2006)
- Helpless Hog-Tied Prisioners (2006)
- Kidnapping of Carly Banks (2006)
- Naked Damsels in Distress (2006)
- Plan Will Work If She's Bound and Gagged (2006)
- Sabrina's Bare-Breasted Bondage (2006)
- Stripped, Silenced and Helpless (2006)
- Sweet Sports (2006)
- Trusting Girls Trussed and Gagged (2006)
- Watch Out Girls: He'll Tie You Up (2006)
- Bared, Bound and Tickled All Over (2007)
- Let's See You Get Loose Now, Honey (2007)
- Pair in Peril (2007)
- Passion Of Fashion (2007)
- Secret Revealed (2007)
- Sinister Surprises for Hapless Heroines (2007)
- Spicy Naked Bondage Encounters (2007)
- They Can't Make Trouble If They're Tied Up and Gagged (2007)
- Toys and Strap-Ons (2007)
- Wrapped-Up for the Holidays (2007)
- Arousing Scenes of Chloro Treachery (2008)
- Bedtime Secrets (2008)
- Don't Mess with Dangerous Diva (2008)
- Screen Dreams 3 (2008)
- Sweet As Candy (2009)
- Magician's Assistant and Abducted Secretary (2010)
- Twisty Treats 2 (2010)